# Enallagma daeckii
Enallagma daeckii es una especie de caballito del diablo del género Enallagma, de la familia Coenagrionidae, orden Odonata. Fue descrita por Calvert en 1903.
Mide 38-46 mm de longitud. Se distribuye por América del Norte: Estados Unidos, donde suele habitar en la vegetación, lagos, estanques, pantanos y charcos.
El estado de conservación de Enallagma daeckii según la Unión Internacional para la Conservación de la Naturaleza es de menor preocupación, sin ninguna amenaza inmediata para la supervivencia de la especie. La población es estable.